# اختيار الغذاء لكبار السن
الطعام المناسب لكبار السن يجب ان يأخذو بعين الاعتبار كيف تجارب وحياة الاشخاص بتتغير مع التقدم بالعمر. وهذا هو، بما في ذلك الظروف مثل الذوق، والنظام الغذائي (التغذية) واختيار الطعام. يحدث هذا في المقام الأول عندما يقترب معظم الناس من سن السبعين أو أكثر. يمكن أن تشمل المتغيرات المؤثرة على: البيئة الاجتماعية والثقافية. ذكر أو أنثى الجنس؛ العادات الشخصية؛ فضلا عن الصحة البدنية والعقلية. تشرح الدراسات العلمية لماذا يحب الناس أو يكرهون بعض الأطعمة.

## علم تفضيلات الطعام

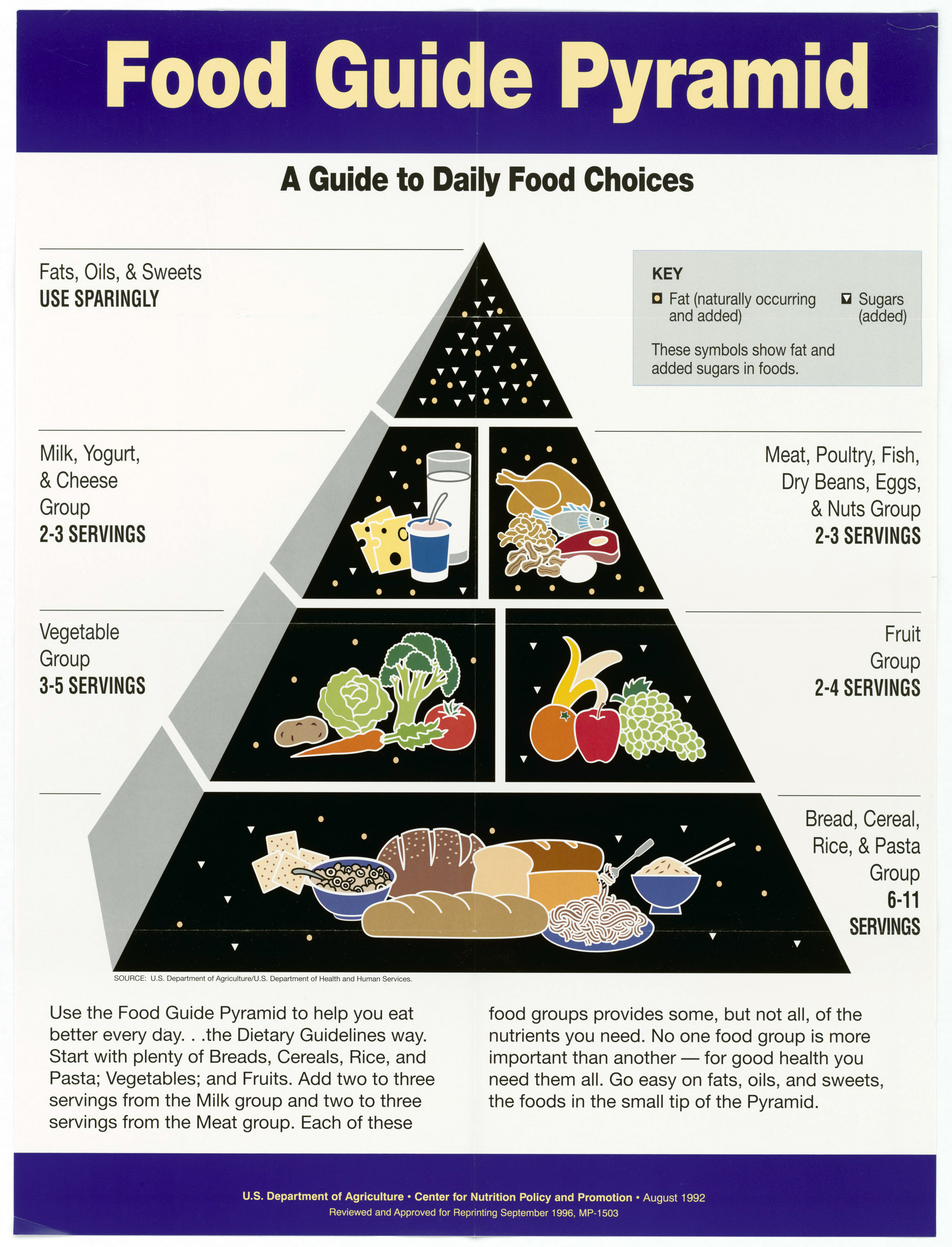
The Food Guide Pyramid

هناك الكثير من العمل والبحث العلمي الذي يدخل في دراسة المتغيرات التي تتسبب في تغيير كبار السن لغذائهم. مثال على هذه الدراسات سيكون تجربة قام بها برنامج التغذية المسنين (ENP). ولتحسين نوعية برامج الوجبات، استكشفت سياسة الجوار الأوروبية كيف اختلفت التفضيلات الغذائية تبعاً للجنس البيولوجي والمجموعات العرقية. وأجريت مقابلات مع ما مجموعه 2,024 مشارك في ENP الذين تتراوح أعمارهم بين 60 سنة أو أكثر. كانت غالبية المشاركين من الإناث، أو خدمت من خلال برامج وجبات الطعام المجمعة، أو وجبات تقدم في الأماكن المجتمعية مثل المراكز العليا أو الكنائس أو المجتمعات السكنية الكبرى.
تم تقييم الانطباع العام للوجبات لأفضل 13 مجموعة غذائية (فواكه طازجة، دجاج، شوربة، سلطة، خضروات، بطاطا، لحم، شطائر، معكرونة، فواكه معلبة، بقوليات، أطعمة لذيذة، وأطعمة عرقية). بعد تعديل المتغيرات الأخرى، كان الرجال الأكبر سناً يفضلون بشكل كبير اللحوم اللذيذة واللحوم والبقوليات والفاكهة المعلبة والأطعمة العرقية مقارنة بالإناث. بالإضافة إلى ذلك، بالمقارنة مع الأمريكيين من أصل أفريقي، "أظهر القوقازيون نسبة أعلى من التفضيل ل 9 من 13 مجموعة غذائية بما في ذلك المعكرونة واللحوم والفاكهة الطازجة.
لتحسين جودة سياسة الجوار الأوروبية، ولزيادة امتثال كبار السن للبرامج الغذائية، تتطلب الخدمات الغذائية خطة وجبات إستراتيجية تلتمس وتدمج أفضل الطعام لدى كبار السن ".

## تأثير على التفضيلات الغذائيه
هناك أجزاء متعددة من حياة شخص مسن يمكن أن تؤثر على تفضيله في الأطعمة. إن الجوانب مثل البيئة والصحة العقلية والجسدية وخيارات نمط الحياة كلها تسهم في الطريقة التي يقرر بها الشخص الأطعمة التي يعجبه أو لا يعجبه.
تقول مقالة عن التأثيرات على الوظائف الإدراكية لدى كبار السن (علم النفس العصبي ، نوفمبر 2014) أن «الحالة التغذوية لكبار السن تتعلق بنوعية حياتهم، والقدرة على العيش بشكل مستقل، وخطر الإصابة بالأمراض المزمنة المكلفة. يمكن أن يتأثر الرفاه بعوامل اجتماعية-بيئية متعددة، بما في ذلك الحصول على أغذية صحية وبأسعار معقولة، ومواقع وجبات الماكن بيع الطعام، والاختيارات المغذية في المطاعم، كما أن أكاديمية التغذية والنظام الغذائي، والجمعية الأمريكية للتغذية ، وجمعية التعليم الغذائي حددت وصول كبار السن إلى نظام غذائي متوازن ليكون حاسما للوقاية من المرض وتعزيز العافية الغذائية بحيث يمكن الحفاظ على جودة الحياة والاستقلالية في جميع مراحل عملية الشيخوخة ويمكن خفض تكاليف الرعاية الصحية المفرطة».  يمكن أن يؤثر محيط الفرد وصحته على الأطعمة التي يختارونها ويفضلون تناولها.

### حسب العمر: أصغر سنا وكبار السن
مع تقدم الناس في العمر، تتغير أجسامهم. وهذا يشمل براعم التذوق، واحتياجاتهم من بعض الفيتامينات والمواد المغذية، ورغبتهم في الحصول على أنواع مختلفة من الطعام. في دراسة قام بها مركز مونيل للحواس الكيماوية  ، شارك في الدراسة خمسمائة شاب وشابة وأربعون من كبار السن. تراوحت موضوعات الشباب بين ثمانية عشر إلى خمسة وثلاثين عامًا، وكانت أعمار كبار السن خمسة وستين عامًا أو أكثر. كانت هناك إناث أكثر من الذكور في الدراسة، ولكن كانت هناك نسب متساوية تقريبا من الذكور والإناث في المجموعتين العمريتين.
ولاحظت الدراسة أن الإناث الأصغر سنا لديهن رغبة قوية في تناول الحلويات أكثر من الإناث المسنات. وقد ربطوا هذا الاختلاف في الأفضلية بدورات الحيض الأصغر للمختبر الأنثى الأصغر، وحقيقة أن النساء المسنات لم يعدا يمرن بفترات انقطاع الطمث. كما حددت الدراسة أن «واحد وتسعين في المائة من الرغبة الشديدة المرتبطة بدورة تحدث في النصف الثاني من الدورة (بين الإباضة وبداية الحيض)».
يمكن لهذه التغييرات الجسدية أن تفسر سبب عدم حصول أي شخص في سن أكبر على التغذية التي يحتاجها. عندما تتغير براعم التذوق مع التقدم في العمر، قد لا يُنظر إلى بعض الأطعمة على أنه فاتح للشهية. على سبيل المثال، تقول إحدى الدراسات التي أجراها الدكتور فيليس ب. جرزيغورسيكسيك أنه مع تقدمنا في العمر، فإن إحساسنا بتذوق الأطعمة المالحة يختفي ببطء.  عندما يتناول كبار السن في دور الرعاية وجبات مجمدة تحتوي على كميات كبيرة من الملح، فلن يستمتعوا بها. هذا يمكن أن يؤدي إلى الاكتئاب، والقلق، أو أفكار الانتحار.

### من خلال الجنس البيولوجي: كبار السن من الذكور والإناث

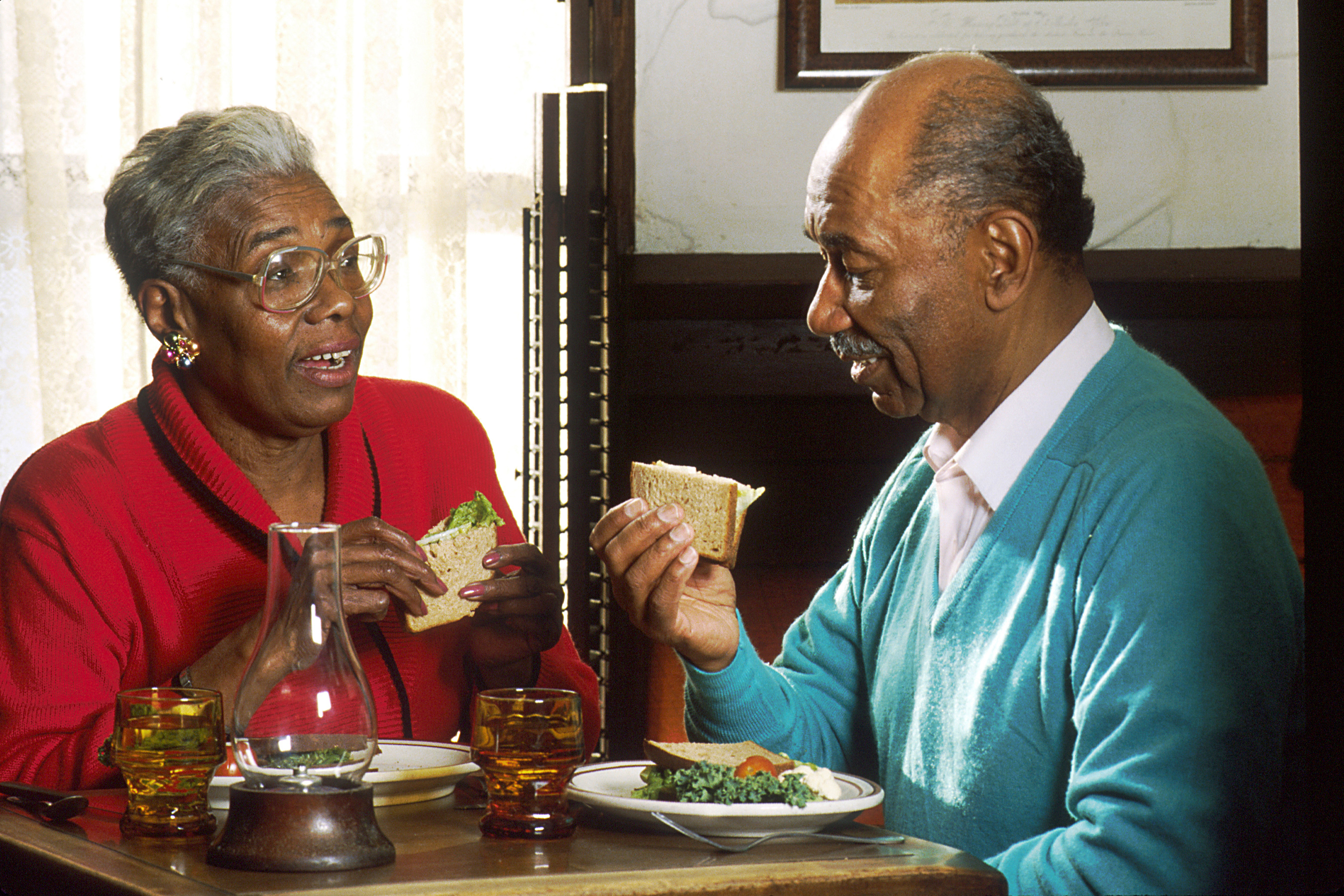
Elderly couple eating lunch together

ليس هناك فقط اختلافات في التفضيلات الغذائية بين الأعمار، ولكن في الجنس البيولوجي كذلك. في دراسة أجراها برنامج التغذية المسنين (ENP) ، اكتشف الباحثون تفضيلات موضوعات للذكور والإناث في 13 مجموعة غذائية فردية (فواكه طازجة، دجاج، شوربة، سلطة، خضروات، بطاطا، لحم، شطائر، معكرونة، فواكه معلبة، بقوليات واللحوم الباردة والمجموعات العرقية).
من خلال هذه الدراسة، كان من الواضح أن الرجال الأكبر سنا «كانوا أكثر ميلا إلى تفضيل اللحوم اللذيذة واللحوم والبقوليات والفاكهة المعلبة والأطعمة العرقية مقارنة بالإناث».
وخلصت دراسة أخرى أجراها مركز مونيل للحساسية الكيميائية إلى أن الإناث لديهن رغبة أكبر في تناول الحلويات والشيكولاتة أكثر من الذكور. وأكدت نتائج الدراسة أن الذكور لديهم الرغبة الشديدة أو التفضيلات للمقبلات أكثر من الحلويات. 

### عن طريق الصحة الشخصية

#### الصحة الجسد
مع التقدم في العمر، يميل بعض الناس إلى تجنب الطعام وغير مستعدين لتعديل نظامهم الغذائي بسبب مشاكل في صحة الفم oral health . ترتبط مشاكل صحة الفم، مثل الأسنان الصناعية (الأسنان الزائفة) غير المناسبة أو أمراض اللثة، باختلافات كبيرة في الجودة الغذائية dietary quality ، وهي مقياس لجودة النظام الغذائي باستخدام ما مجموعه ثماني توصيات بشأن استهلاك الأطعمة والعناصر الغذائية. من الأكاديمية الوطنية للعلوم (NAS). هناك حاجة ماسة إلى مناهج للحد من تجنب الأغذية وتشجيع تغيير الأنظمة الغذائية للأشخاص الذين يعانون من صعوبات في تناول الطعام بسبب الظروف الصحية عن طريق الفم، وذلك لعدم قدرتها على مضغ الطعام أو تناوله بشكل صحيح، حيث يتم تحسين صحتهم بشكل كبير وتقتصر أفضلياتهم الغذائية بدرجة كبيرة ( لللين أو السوائل فقط).
يمكن أن يؤدي الانخفاض في الصحة البدنية إلى تدهور في النظام الغذائي بسبب الصعوبات في إعداد وتناول الطعام نتيجة لظروف مثل التهاب المفاصل. 
في مؤتمر «توفير الغذاء الصحي والآمن مع التقدم في العمر» لعام 2010 الذي رعته مؤسسة الطب، لاحظت الدكتورة كاثرين توكر أن كبار السن هم أقل نشاطا ولديهم استقلاب أقل مع انخفاض الحاجة إلى تناول الطعام.  أيضا، فإنها تميل إلى وجود الأمراض الموجودة و / أو تناول الأدوية التي تتداخل مع امتصاص المغذيات. مع تغيير المتطلبات الغذائية، طورت إحدى الدراسات هرمًا غذائيًا معدلاً للبالغين فوق سن 70 عامًا.

#### الصحة النفسيه
كما يمكن أن يؤثر تأثير بعض الأمراض على جودة الطعام لدى كبار السن، خاصةً أولئك الموجودين في مرافق الرعاية. في أكثر الأحيان، عندما يعاني البعض من مرض الزهايمر، لا يحصلون على الرعاية اللازمة، وينظر إلى انخفاض في الصحة العقلية. من الحقائق المؤكدة أن أولئك الذين يقيمون علاقات مع الآخرين يعيشون لفترة أطول. عندما يقع الشخص ضحية لمثل هذا المرض الذي يحد من القدرة العقلية، يمكن أن يموتوا في وقت أبكر مما لو أنهم لم يصابوا بالمرض. يمكن تغيير ذلك عن طريق الرعاية المناسبة والشعور العام بالرفاهية، ولكن عندما لا يحصل الشخص على الغذاء المناسب والخيارات الغذائية المناسبة، فسوف يقعون ضحية لهذا.
نتيجة لبعض حالات الصحة العقلية و / أو الأمراض - مثل ألزهايمر - قد تتأثر تفضيلات الطعام للشخص. مع بعض الأمراض، يميل الناس إلى تطوير تفضيلات محددة أو نفور لأنواع مختلفة من الطعام. على سبيل المثال، يعاني الأشخاص المصابون بمرض الزهايمر (وهو أكثر أشكال الخرف شيوعًا) من العديد من التغيرات الكبيرة والصغيرة نتيجة لأعراضهم.أحد التغييرات التي تم تحديدها من قبل Suszynski في "How Dementia Tampers With Taste Buds" هو ذوق ذهن المريض المصاب بالخرف، والذي يحتوي على مستقبلات الذوق. نظرًا لأنهم لا يعانون من النكهة كما كانوا يفعلون في السابق، فإن الأشخاص المصابين بالخرف يغيّرون عادة عاداتهم الغذائية ويأخذون تفضيلات غذائية جديدة تمامًا. في هذه الدراسة، وجد الباحثون أن مرضى الخرف هؤلاء لديهم مشاكل في تحديد النكهات ويبدو أنهم فقدوا القدرة على تذكر الأذواق. وبالتالي، مما أدى إلى نظرية أن الخرف تسبب في فقدان المرضى معرفتهم بالنكهات. وهذا بدوره يمكن أن يؤدي إلى تغييرات في سلوكيات تناول الطعام.
يمكن أن تؤثر الظروف النفسية على عادات الأكل عند كبار السن. على سبيل المثال، قد يؤثر طول الترمل على التغذية.  كذلك، يرتبط الاكتئاب لدى المسنين بخطر سوء التغذية.

#### من خلال خيارات نمط الحياة
يمكن للمسنين اتخاذ خيارات مختلفة لنمط الحياة في تناول الطعام الصحي. غالبا ما تكون الخيارات الغذائية نتيجة للمعتقدات الشخصية والأفضليات.
وقد توصلت أبحاث أخرى إلى أن البالغين بغض النظر عن أعمارهم سوف يميلون إلى زيادة استهلاك الفاكهة والخضروات بعد تشخيص سرطان الثدي والبروستات أو سرطان القولون والمستقيم. 

#### من خلال البيئة الاجتماعية وتكييف
يمكن أن تؤثر البيئة بشكل كبير على تفضيلات الطعام لدى كبار السن. يميل هؤلاء الذين يبلغون من العمر 75 عامًا فأكثر إلى القدرة على الحركة المحدودة بسبب الظروف الصحية  ويعتمدون على الآخرين في التسوق وإعداد الطعام.
يميل كبار السن في المنزل إلى تلقي وجبة واحدة في اليوم (يمكن تضمين وجبات طازجة ومجمدة في عملية توصيل واحدة) من قبل المجتمعات التي تقدم وجبات الطعام المتجمعة، أو الوجبات التي يتم تقديمها في الأماكن المجتمعية مثل المراكز الكبرى أو الكنائس أو المجتمعات السكنية الكبرى. يتم تشجيع هذه البرامج وجبة وجبة لتقديم هذه وجبة كبار السن من الناس على الأقل خمس مرات في الأسبوع.
قد يكون الوصول إلى وسائل النقل أقل أهمية أيضًا، خاصة في المناطق الريفية حيث تقل وسائل النقل العام. ومع ذلك، فشلت دراسة أيوا في العثور على مشاكل في شراء الطعام بين كبار السن في البلدات الريفية المفتوحة والبلدات، لأن أولئك الذين لا يعتمدون على وسائل النقل الخاصة بهم يعتمدون على العائلة والأصدقاء وكبار الخدمات. وجدت دراسة منفصلة اختلاف طفيف في المناطق الحضرية مع كبار السن الذين لا يملكون سيارة. وبصرف النظر عن النقل، فإن نوعية وجودة الطعام المتاح يمكن أن يشكل أيضا اختيار الطعام إذا كان الشخص يعيش في ما يسمى «صحراء الطعام».
يمكن أن يؤثر نوع الشبكة الاجتماعية أيضًا على خيارات الأفراد في الأفراد المسنين أيضًا. على سبيل المثال، الشخص الذي لديه شبكة اجتماعية أكبر وضع اقتصادي أقل يكون أكثر عرضة للتغذية المناسبة لشخص لديه شبكة اجتماعية أصغر وحالة اقتصادية أعلى. وهذا يعني أنه من المهم بالنسبة لشبابنا المسنين الحفاظ على الشبكات الاجتماعية حتى يتمكنوا من العيش لفترة أطول ولديهم أسلوب حياة أكثر نشاطًا، خاصة عندما يتعلق الأمر بالطعام.